# Анкудимово
Анкудимово — деревня в Благовещенском сельском поселении Большесельского района Ярославской области.
Деревня Анкудинова указана на плане Генерального межевания Рыбинского уезда 1798 года.

## География
Деревня расположена на севере района, она стоит на удалении около 500 м от левого, южного берега реки Черёмухи. Деревня стоит на дороге, следующей из расположенного в 3 км к востоку Нового Гостилово по левому берегу Черёмухи на Головинское и далее на Рыбинск, связывающей многие населённые пункты на реке. В 1 км западнее Анкудимово на этой дороге стоит деревня Вакулово. Деревня стоит на небольшом поле, с севера и запада окружённом лесами. К югу и востоку от деревни расположено Гостиловское болото.

## Население
По данным статистического сборника «Сельские населенные пункты Ярославской области на 1 января 2007 года», в деревне Анкудимово проживает 1 человек.